# SecBoK
SecBoK(英語: Security Body of Knowledge)は、情報セキュリティに関する業務に携わる人材が身につけるべき知識とスキルを体系的に整理したものである。日本ネットワークセキュリティ協会が発行している。

## 内容
| No | 役割                              | 役割定義 |
| -- | --------------------------------- | --- |
| 1  | CISO (最高情報セキュリティ責任者) | 社内の情報セキュリティを統括する。セキュリティ確保の観点から、CIO（最高情報責任者）、CFO（最高財務責任者）と必要に応じて対峙する。 |
| 2  | POC (Point of Contact)            | 社外向けではJPCERT/CC、NISC、警察、監督官庁、NCA、他CSIRT等との連絡窓口、社内向けではIT部門調整担当社内の法務、渉外、IT部門、広報、各事業部等との連絡窓口となり、それぞれ情報連携を行う。                                                        |
| 3  | ノーティフィケーション            | 組織内を調整し、社内各関連部署への情報発信を行う。社内システムに影響を及ぼす場合にはIT部門と調整を行う。 |
| 4  | コマンダー                        | 自社で起きているセキュリティインシデントの全体統制を行う。重大なインシデントに関してはCISOや経営層との情報連携を行う。また、CISOや経営者が意思決定する際の支援を行う。                                                                           |
| 4  | トリアージ                        | 事象に対する対応における優先順位を決定する。 |
| 5  | インシデントマネージャー          | インシデントハンドラーに指示を出し、インシデントの対応状況を把握する。対応履歴を管理するとともにコマンダーへ状況を報告する。 |
| 5  | インシデントハンドラー            | インシデントの処理を行う。セキュリティベンダーに処理を委託している場合には指示を出して連携し、管理を行う。状況はインシデントマネージャーに報告する。                                                                                             |
| 6  | キュレーター                      | リサーチャーの収集した情報を分析し、その情報を自社に適用すべきかの選定を行う。リサーチャーと合わせてSOC（セキュリティオペレーションセンター）とすることが多い。                                                                                  |
| 7  | リサーチャー                      | セキュリティイベント、脅威情報、脆弱性情報、攻撃者のプロファイル情報、国際情勢の把握、メディア情報などを収集し、キュレーターに引き渡す。収集のみで分析はしない。                                                                                 |
| 8  | ソリューションアナリスト          | 自社の事業計画に合わせてセキュリティ戦略を策定する。現在の状況とTobe像のFit&Gapからリスク評価を行い、ソリューションマップを作成して導入を推進する。導入されたソリューションの有効性を確認し、改善計画に反映する。                                |
| 8  | セルフアセスメント                | 平常時にはリスクアセスメントを行う。インシデント対応時には脆弱性の分析、影響の調査等に対応する。 |
| 9  | 脆弱性診断士                      | ネットワーク、OS、ミドルウェア、アプリケーションがセキュアプログラミングされているかどうかの検査を行い、診断結果の評価を行う。 |
| 10 | 教育・啓発                        | 社内のリテラシーの向上、底上げのための教育及び啓発活動を行う。 |
| 11 | フォレンジックエンジニア          | システム的な鑑識、精密検査、解析、報告を行う。悪意のある者は証拠隠滅を図ることもあるため、証拠保全とともに、消されたデータを復活させ、足跡を追跡することも要求される。                                                                           |
| 12 | インベスティゲーター              | 外部からの犯罪、内部犯罪を捜査する。セキュリティインシデントはシステム障害とは異なり、悪意のある者が存在する。通常の犯罪捜査と同様に、動機の確認や証拠の確保、次に起こる事象の推測などを詰めながら論理的に捜査対象を絞っていくことが要求される。 |
| 13 | リーガルアドバイザー              | システムにおいてコンプライアンス及び法的観点から遵守すべき内容に関する橋渡しを行う。 |
| 14 | IT企画部門                        | 社内のIT利用に関する企画・立案を行う。必要に応じて、ITの利用状況の調査・分析等を行う。 |
| 15 | ITシステム部門                    | 社内のITプロジェクトを推進するとともに、アプリケーションシステムの設計、構築、運用、保守等を担当する。 |
| 16 | 情報セキュリティ監査人            | 情報セキュリティに係るリスクのマネジメントが効果的に実施されるよう、リスクアセスメントに基づく適切な管理策の整備、運用状況について、基準に従って検証又は評価し、もって保証を与えあるいは助言を行う。                                             |